# San Remo-festivalen
San Remo-festivalen (italienska: Festival di Sanremo) eller Festival della canzone italiana (svenska: Italienska melodifestivalen) är en musiktävling. Den hålls årligen i staden Sanremo i Ligurien i Italien, sedan 1951. Den räknas som föregångare och inspiration till Eurovision Song Contest. 
Tävlingen direktsänds via TV Rai Uno sedan 1955. Innan dess sändes tävlingen i radio. Mellan åren 1953 och 1971 (utom 1956) sjöngs varje bidrag två gånger av två artister. Vissa år har vinnaren valts att representera Italien i Eurovision Song Contest, se listan nedan. 
Bland de artister som debuterat i tävlingen kan nämnas Eros Ramazzotti (1984), Laura Pausini (1993), Andrea Bocelli (1994) och Paolo Meneguzzi (2001).

## Vinnare
De gulmarkerade åren visar de bidrag och/eller artister som gick vidare till Eurovision Song Contest. 
| År   | Artist(er)                                    | Bidrag                          | Unga debutanter                    | Bidrag                    | Internetvinnare | Bidrag           |
| ---- | --------------------------------------------- | ------------------------------- | ---------------------------------- | ------------------------- | --------------- | ---------------- |
| 1951 | Nilla Pizzi                                   | Grazie dei fiori                |                                    |                           |                 |                  |
| 1952 | Nilla Pizzi                                   | Vola colomba                    |                                    |                           |                 |                  |
| 1953 | Carla Boni & Flo Sandon's                     | Viale d'autunno                 |                                    |                           |                 |                  |
| 1954 | Giorgio Consolini & Gino Latilla              | Tutte le mamme                  |                                    |                           |                 |                  |
| 1955 | Claudio Villa & Tullio Pane                   | Buongiorno tristezza            |                                    |                           |                 |                  |
| 1956 | Franca Raimondi                               | Aprite le finestre              |                                    |                           |                 |                  |
| 1957 | Claudio Villa & Nunzio Gallo                  | Corde della mia chitarra        |                                    |                           |                 |                  |
| 1958 | Domenico Modugno & Johnny Dorelli             | Nel blu dipinto di blu          |                                    |                           |                 |                  |
| 1959 | Domenico Modugno & Johnny Dorelli             | Piove (Ciao ciao bambina)       |                                    |                           |                 |                  |
| 1960 | Tony Dallara & Renato Rascel                  | Romantica                       |                                    |                           |                 |                  |
| 1961 | Betty Curtis & Luciano Tajoli                 | Al di là                        |                                    |                           |                 |                  |
| 1962 | Domenico Modugno & Claudio Villa              | Addio addio                     |                                    |                           |                 |                  |
| 1963 | Tony Renis & Emilio Pericoli                  | Uno per tutte                   |                                    |                           |                 |                  |
| 1964 | Gigliola Cinquetti & Patricia Carli           | Non ho l'età (Per amarti)       |                                    |                           |                 |                  |
| 1965 | Bobby Solo & New Christy Minstrels            | Se piangi se ridi               |                                    |                           |                 |                  |
| 1966 | Domenico Modugno & Gigliola Cinquetti         | Dio come ti amo                 |                                    |                           |                 |                  |
| 1967 | Claudio Villa & Iva Zanicchi                  | Non pensare a me                |                                    |                           |                 |                  |
| 1968 | Sergio Endrigo & Roberto Carlos               | Canzone per te                  |                                    |                           |                 |                  |
| 1969 | Bobby Solo & Iva Zanicchi                     | Zingara                         |                                    |                           |                 |                  |
| 1970 | Adriano Celentano & Claudia Mori              | Chi non lavora non fa l'amore   |                                    |                           |                 |                  |
| 1971 | Nada & Nicola di Bari                         | Il cuore è uno zingaro          |                                    |                           |                 |                  |
| 1972 | Nicola di Bari                                | I giorni dell'arcobaleno        |                                    |                           |                 |                  |
| 1973 | Peppino Di Capri                              | Un grande amore e niente più    |                                    |                           |                 |                  |
| 1974 | Iva Zanicchi                                  | Ciao cara, come stai?           |                                    |                           |                 |                  |
| 1975 | Gilda                                         | Ragazza del sud                 |                                    |                           |                 |                  |
| 1976 | Peppino Di Capri                              | Non lo faccio più               |                                    |                           |                 |                  |
| 1977 | Homo Sapiens                                  | Bella da morire                 |                                    |                           |                 |                  |
| 1978 | Matia Bazar                                   | ...E dirsi ciao!                |                                    |                           |                 |                  |
| 1979 | Mino Vergnaghi                                | Amare                           |                                    |                           |                 |                  |
| 1980 | Toto Cutugno                                  | Solo noi                        |                                    |                           |                 |                  |
| 1981 | Alice                                         | Per Elisa                       |                                    |                           |                 |                  |
| 1982 | Riccardo Fogli                                | Storie di tutti i giorni        |                                    |                           |                 |                  |
| 1983 | Tiziana Rivale                                | Sarà quel che sarà              |                                    |                           |                 |                  |
| 1984 | Al Bano & Romina Power                        | Ci sarà                         | Eros Ramazzotti                    | Terra Promessa            |                 |                  |
| 1985 | Ricchi e Poveri                               | Se m'innamoro                   | Cinzia Corrado                     | Niente di più             |                 |                  |
| 1986 | Eros Ramazzotti                               | Adesso tu                       | Lena Biolcati                      | Grande grande amore       |                 |                  |
| 1987 | Gianni Morandi, Umberto Tozzi, Enrico Ruggeri | Si può dare di più              | Michele Zarrillo                   | La notte dei pensieri     |                 |                  |
| 1988 | Massimo Ranieri                               | Perdere l'amore                 | Future                             | Canta con noi             |                 |                  |
| 1989 | Anna Oxa & Fausto Leali                       | Ti lascerò                      | Mietta                             | Canzoni                   |                 |                  |
| 1990 | Pooh & Dee Dee Bridgewater                    | Uomini soli                     | Marco Masini                       | Disperato                 |                 |                  |
| 1991 | Riccardo Cocciante & Sarah Jane Morris        | Se stiamo insieme               | Paolo Vallesi                      | Le persone inutili        |                 |                  |
| 1992 | Luca Barbarossa                               | Portami a ballare               | Alesandro Baldi & Francesca Alotta | Non amarmi                |                 |                  |
| 1993 | Enrico Ruggeri                                | Mistero                         | Laura Pausini                      | La solitudine             |                 |                  |
| 1994 | Aleandro Baldi                                | Passerà                         | Andrea Bocelli                     | Il mare calmo della sera  |                 |                  |
| 1995 | Giorgia                                       | Come saprei                     | Neri per Caso                      | Le ragazze                |                 |                  |
| 1996 | Ron & Tosca                                   | Vorrei incontrarti fra 100 anni | Syria                              | Non ci sto                |                 |                  |
| 1997 | Jalisse                                       | Fiumi di parole                 | Paola & Chiara                     | Amici come prima          |                 |                  |
| 1998 | Annalisa Minetti                              | Senza te o con te               | Annalisa Minetti                   | Senza te o con te         |                 |                  |
| 1999 | Anna Oxa                                      | Senza pietà                     | Alex Britti                        | Oggi sono io              |                 |                  |
| 2000 | Piccola Orchestra Avion Travel                | Sentimento                      | Jenny B                            | Semplice sai              |                 |                  |
| 2001 | Elisa                                         | Luce (Tramonti a nord est)      | Gazosa                             | Stai con me (Forever)     |                 |                  |
| 2002 | Matia Bazar                                   | Messaggio d'amore               | Anna Tatangelo                     | Doppiamente fragili       |                 |                  |
| 2003 | Alexia                                        | Per dire di no                  | Dolcenera                          | Siamo tutti là fuori      |                 |                  |
| 2004 | Marco Masini                                  | L'uomo volante                  |                                    |                           |                 |                  |
| 2005 | Francesco Renga                               | Angelo                          | Laura Bono                         | Non credo nei miracoli    |                 |                  |
| 2006 | Povia                                         | Vorrei avere il becco           | Riccardo Maffoni                   | Sole negli occhi          |                 |                  |
| 2007 | Simone Cristicchi                             | Ti regalerò una rosa            | Fabrizio Moro                      | Pensa                     |                 |                  |
| 2008 | Giò Di Tonno e Lola Ponce                     | Colpo di fulmine                | Sonohra                            | L'amore                   |                 |                  |
| 2009 | Marco Carta                                   | La forza mia                    | Arisa                              | Sincerità                 | Aria            | Buongiorno gente |
| 2010 | Valerio Scanu                                 | Per tutte le volte che...       | Tony Maiello                       | Il linguaggio della resa  |                 |                  |
| 2011 | Roberto Vecchioni                             | Chiamami ancora amore           | Raphael Gualazzi                   | Follia d'Amore            |                 |                  |
| 2012 | Emma Marrone                                  | Non è l'inferno                 | Alessandro Casillo                 | È vero (che ci sei)       |                 |                  |
| 2013 | Marco Mengoni                                 | L'essenziale                    | Antonio Maggio                     | Mi servirebbe sapere      |                 |                  |
| 2014 | Arisa                                         | Controvento                     | Rocco Hunt                         | Nu juorno buono           |                 |                  |
| 2015 | Il Volo                                       | Grande amore                    | Giovanni Caccamo                   | Ritornerò da te           |                 |                  |
| 2016 | Stadio                                        | Un giorno mi dirai              | Francesco Gabbani                  | Amen                      |                 |                  |
| 2017 | Francesco Gabbani                             | Occidentali's Karma             | Lele                               | Ora mai                   |                 |                  |
| 2018 | Ermal Meta & Fabrizio Moro                    | Non mi avete fatto niente       | Ultimo                             | Il ballo delle incertezze |                 |                  |
| 2019 | Mahmood                                       | Soldi                           |                                    |                           |                 |                  |
| 2020 | Diodato                                       | Fai rumore                      | Leo Gassmann                       | Vai bene così             |                 |                  |
| 2021 | Måneskin                                      | Zitti e buoni                   | Gaudiano                           | Polvere da sparo          |                 |                  |
| 2022 | Mahmood & Blanco                              | Brividi                         |                                    |                           |                 |                  |
| 2023 | Marco Mengoni                                 | Due vite                        |                                    |                           |                 |                  |
| 2024 | Angelina Mango                                | La noia                         |                                    |                           |                 |                  |
| 2025 | Olly                                          | Balorda nostalgia               |                                    |                           |                 |                  |

## Konferencierer
- 1951: Nunzio Filogamo
- 1952: Nunzio Filogamo
- 1953: Nunzio Filogamo
- 1954: Nunzio Filogamo
- 1955: Armando Pizzo - Maria Teresa Ruta
- 1956: Fausto Tommei
- 1957: Nunzio Filogamo - Marisa Allasio - Fiorella Mari
- 1958: Gianni Agus - Fulvia Colombo
- 1959: Enzo Tortora - Adriana Serra
- 1960: Enza Sampò - Paolo Ferrari
- 1961: Lilly Lembo - Giuliana Calandra
- 1962: Renato Tagliani - Laura Efrikian - Vichy Ludovisi
- 1963: Mike Bongiorno - Edy Campagnoli - Rossana Armani
- 1964: Mike Bongiorno - Giuliana Lojodice
- 1965: Mike Bongiorno - Grazia Maria Spina
- 1966: Mike Bongiorno - Paola Penni - Carla M. Puccini
- 1967: Mike Bongiorno - Renata Mauro
- 1968: Pippo Baudo - Luisa Rivelli
- 1969: Nuccio Costa - Gabriella Farinon
- 1970: Nuccio Costa - Enrico Maria Salerno - Ira Furstemberg
- 1971: Carlo Giuffrè - Elsa Martinelli
- 1972: Mike Bongiorno - Sylva Koscina
- 1973: Mike Bongiorno - Gabriella Farinon
- 1974: Corrado Mantoni - Gabriella Farinon
- 1975: Mike Bongiorno - Sabina Ciuffini
- 1976: Giancarlo Guardabassi
- 1977: Mike Bongiorno - Maria Giovanna Elmi
- 1978: Beppe Grillo - Maria Giovanna Elmi - Stefania Casini
- 1979: Mike Bongiorno - Annamaria Rizzoli
- 1980: Claudio Cecchetto - Roberto Benigni - Olimpia Carlisi - Daniele Piombi
- 1981: Claudio Cecchetto - Eleonora Vallone - Nilla Pizzi
- 1982: Claudio Cecchetto - Patrizia Rossetti - Daniele Piombi
- 1983: Andrea Giordana - Emanuela Falcetti - Anna Pettinelli - Isabel Russinova - Daniele Piombi
- 1984: Pippo Baudo - Elisabetta Gardini - Edy Angelillo - Viola Simoncini
- 1985: Pippo Baudo - Patty Brard
- 1986: Loretta Goggi - Anna Pettinelli - Sergio Mancinelli - Mauro Micheloni
- 1987: Pippo Baudo - Carlo Massarini
- 1988: Miguel Bosè - Gabriella Carlucci - Carlo Massarini
- 1989: Rosita Celentano - Paola Dominguin - Danny Quinn - Gianmarco Tognazzi
- 1990: Johnny Dorelli - Gabriella Carlucci
- 1991: Edwige Fenech - Andrea Occhipinti
- 1992: Pippo Baudo - Milly Carlucci - Alba Parietti - Brigitte Nielsen
- 1993: Pippo Baudo - Lorella Cuccarini
- 1994: Pippo Baudo - Anna Oxa
- 1995: Pippo Baudo - Anna Falchi - Claudia Koll
- 1996: Pippo Baudo - Valeria Mazza - Sabrina Ferilli
- 1997: Mike Bongiorno - Piero Chiambretti - Valeria Marini
- 1998: Raimondo Vianello - Eva Herzigova - Veronica Pivetti
- 1999: Fabio Fazio - Renato Dulbecco - Laetitia Casta
- 2000: Fabio Fazio - Luciano Pavarotti - Teo Teocoli - Ines Sastre
- 2001: Raffaella Carrà - Megan Gale - Enrico Papi - Massimo Ceccherini
- 2002: Pippo Baudo - Manuela Arcuri - Vittoria Belvedere
- 2003: Pippo Baudo - Serena Autieri - Claudia Gerini
- 2004: Simona Ventura - Paola Cortellesi - Gene Gnocchi
- 2005: Paolo Bonolis - Antonella Clerici - Federica Felini
- 2006: Giorgio Panariello - Victoria Cabello - Ilary Blasi
- 2007: Pippo Baudo - Michelle Hunziker
- 2008: Pippo Baudo - Piero Chiambretti - Andrea Osvart - Bianca Guaccero
- 2009: Paolo Bonolis - Luca Laurenti
- 2010: Antonella Clerici
- 2011: Gianni Morandi, Elisabetta Canalis, Belen Rodriguez, Luca Bizzarri, Paolo Kessisoglu
- 2012: Gianni Morandi, Ivana Mrazova, Rocco Papaleo
- 2013: Fabio Fazio, Luciana Littizzetto
- 2014: Fabio Fazio, Luciana Littizzetto
- 2015: Carlo Conti, Emma Marrone, Arisa, Rocío Muñoz Morales
- 2016: Carlo Conti, Gabriel Garko, Virginia Raffaele, Madalina Ghenea
- 2017: Carlo Conti, Maria De Filippi
- 2018: Claudio Baglioni, Michelle Hunziker, Pierfrancesco Favino
- 2019: Claudio Baglioni, Virginia Raffaele, Claudio Bisio
- 2020: Amadeus, Fiorello
- 2021: Amadeus, Fiorello
- 2022: Amadeus
- 2023: Amadeus, Gianni Morandi
- 2024: Amadeus, Marco Mengoni, Giorgia, Teresa Mannino, Lorella Cuccarini och Fiorello
- 2025: Carlo Conti, Antonella Clerici, Gerry Scotti, Bianca Balti, Cristiano Malgioglio, Nino Frassica, Miriam Leone, Elettra Lamborghini, Katia Follesa, Mahmood, Geppi Cucciari, Alessia Marcuzzi och Alessandro Cattelan[2]